# Az Erdélyi Nagyfejedelemség országos főrabbijainak listája
Az Erdélyi Nagyfejedelemség mint megnevezés 1745-től létezett; ettől kezdve a gyulafehérvári rabbik az Erdélyi Nagyfejedelemség országos főrabbija címet viselték. A cím a kiegyezéssel szűnt meg. A főrabbik névsorát a hivatali idő sorrendjében az alábbi lista tartalmazza:
| Név                                     | Tisztségviselés ideje | Megjegyzés                                                        |
| --------------------------------------- | --------------------- | ----------------------------------------------------------------- |
| József Reisz Auerbach                   | 1745 – 1750           |                                                                   |
|                                         | 1752                  | Joanthan Trebitscht választották meg, de nem fogadta el           |
| Salom Zelig ben Saul Cohen              | 1758–1760             |                                                                   |
| Benjámin Jehosua Zeéb Wolf              | 1764–1777             |                                                                   |
| Mózes ben Sámuel Lévi Margolioth        | 1778–1817             |                                                                   |
| Jakob ben Mózes                         | 1818                  |                                                                   |
| Menáchem Jákob József ben Józsua Mendel | 1818–1823             |                                                                   |
| Ezékiel ben József Panet                | 1823–1845             |                                                                   |
|                                         | 1845                  | Zwi Hersch Dávid Oppenheim(er)t választják meg, de nem fogadta el |
| Friedmann Ábrahám                       | 1846–1867             | a címet 1879-ben bekövetkezett haláláig használta                 |